# Krypta

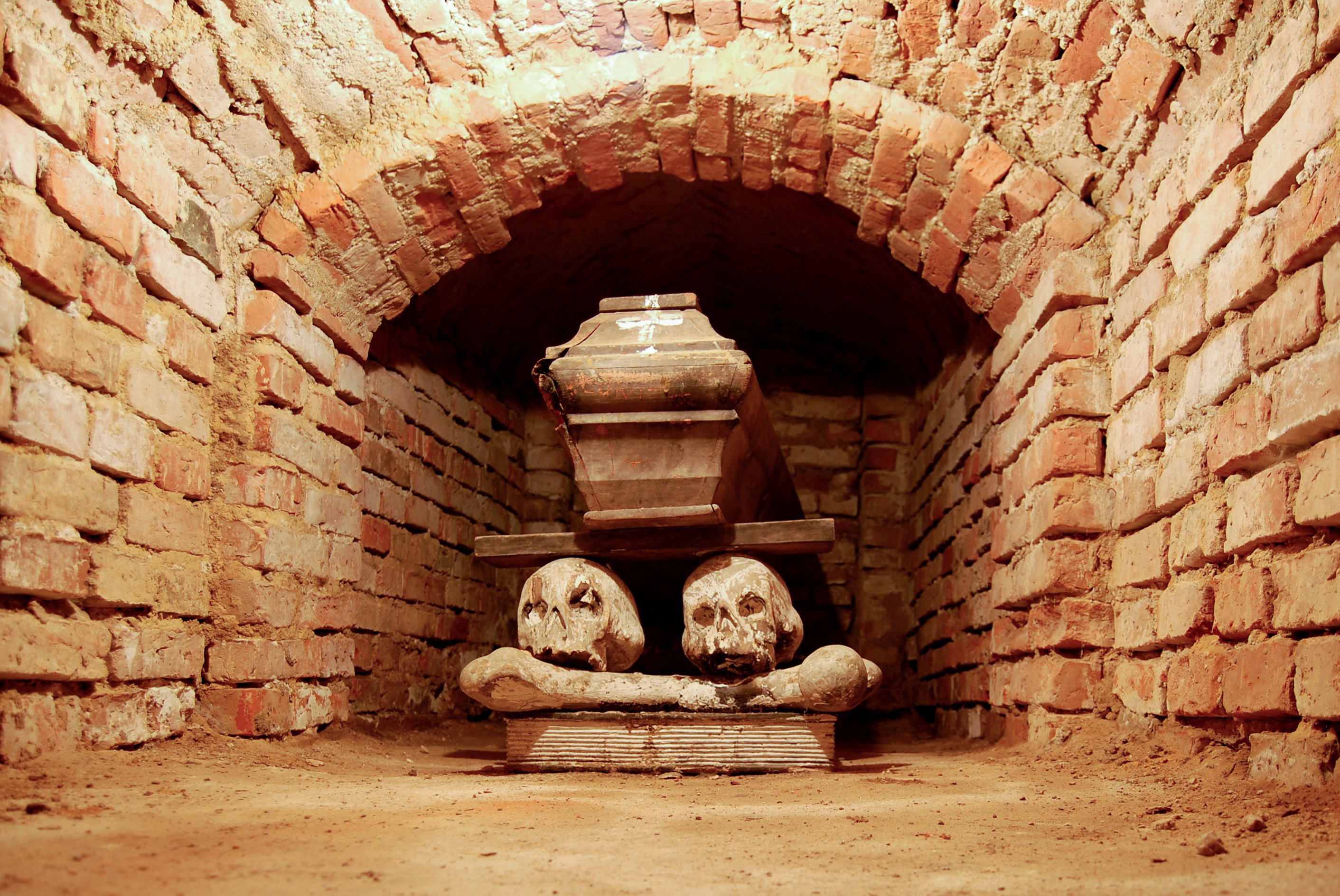
Krypta w podziemiach kościoła w Woli Gułowskiej.

Krypta (łac. crypta z gr. krypté „kryjówka”) – przesklepione pomieszczenie znajdujące się pod posadzką kościoła, pierwotnie służące do przechowywania relikwii, później coraz większe, służyło jako miejsce pochówków. W kryptach chowano dostojników kościelnych, władców lub ważne osoby świeckie. W starożytności kryptą nazywano podziemny, sklepiony korytarz lub salę, w okresie starochrześcijańskim – pomieszczenie w katakumbach, gdzie znajdował się grób świętego.
W Polsce krypty znajdują się m.in. pod katedrą na Wawelu w Krakowie, w Warszawie w bazylice archikatedralnej św. Jana Chrzciciela, a w Gdańsku pod kościołem św. Ignacego Loyoli.

## Rodzaje krypt
W zależności od formy rozróżniamy następujące rodzaje krypt:
- sztolniowa – z wąskim korytarzem prowadzącym do pomieszczenia głównego
- pierścieniowa – z obejściem wokół głównego pomieszczenia
- halowa – z obszernym wnętrzem wspartym na kolumnach